# Max Blau
Max Blau (ur. 19 grudnia 1918 w Monachium, zm. 1984 w Bernie) – szwajcarski szachista, mistrz międzynarodowy od 1953 roku.

## Kariera szachowa
Wielokrotnie startował w finałach indywidualnych mistrzostw Szwajcarii, czterokrotnie zdobywając złote medale (1953, 1955, 1956, 1967). Był również wielokrotnym reprezentantem kraju: siedmiokrotnie na szachowych olimpiadach (w latach 1954–1968, w tym 2 razy na I szachownicy), piętnastokrotnie w Pucharach Clare Benedict (w latach 1953–1972, zdobywając 5 medali w klasyfikacji drużynowej oraz 3 za wyniki indywidualne), jak również w meczach międzypaństwowych. Oprócz tego, w 1973 r. wystąpił w reprezentacji kraju na rozegranych w Bath drużynowych mistrzostwach Europy.
W 1947 r. uczestniczył w I Europejskim Turnieju Strefowym (eliminacji mistrzostw świata) w Hilversum, dzieląc VII m. (wspólnie z Nicolasem Rossolimo). Na przełomie 1949 i 1950 r. zwyciężył w Lucernie, wyprzedzając Wolfganga Unzickera, w 1951 r. podzielił I m. (wspólnie z Henrim Grobem) w Zurychu, natomiast w 1961 r. zwyciężył w Arlesheim (przed Andreasem Dücksteinem i Heinzem Lehmannem).
Według retrospektywnego systemu rankingowego Chessmetrics, najwyżej sklasyfikowany był w czerwcu 1957 r., zajmował wówczas 70. miejsce na świecie.